# Монберон
Монберо́н (фр. и окс. Montberon) — коммуна во Франции, находится в регионе Юг — Пиренеи. Департамент — Верхняя Гаронна. Входит в состав кантона Тулуза-15. Округ коммуны — Тулуза.
Код INSEE коммуны — 31364.

## География
Коммуна расположена приблизительно в 580 км к югу от Парижа, в 13 км к северу от Тулузы.
На северо-востоке коммуны протекает река Жиру.

## Климат
Климат умеренно-океанический. Зима мягкая и снежная, весна характеризуется сильными дождями и грозами, лето сухое и жаркое, осень солнечная. Преобладают сильные юго-восточные и северо-западные ветры.

## Население
Население коммуны на 2010 год составляло 2768 человек.
| 1962 | 1968 | 1975 | 1982 | 1990 | 1999 | 2010 |
| ---- | ---- | ---- | ---- | ---- | ---- | ---- |
| 364  | 537  | 770  | 1053 | 1485 | 2340 | 2768 |

## Администрация
| Период | Период | Фамилия        | Партия                  | Примечания |
| ------ | ------ | -------------- | ----------------------- | ---------- |
| 1965   | 1971   | Жозеф Буэ      |                         |            |
| 1971   | 1995   | Альбер Лариб   |                         |            |
| 1995   | 2001   | Франсис Солье  |                         |            |
| 2001   | 2020   | Тьерри Савиньи | Социалистическая партия |            |

## Экономика
В 2010 году среди 1903 человек трудоспособного возраста (15—64 лет) 1417 были экономически активными, 486 — неактивными (показатель активности — 74,5 %, в 1999 году было 76,1 %). Из 1417 активных жителей работали 1314 человек (683 мужчины и 631 женщина), безработных было 103 (47 мужчин и 56 женщин). Среди 486 неактивных 211 человек были учениками или студентами, 144 — пенсионерами, 131 были неактивными по другим причинам.

## Достопримечательности
- Церковь Св. Мартина

## Фотогалерея

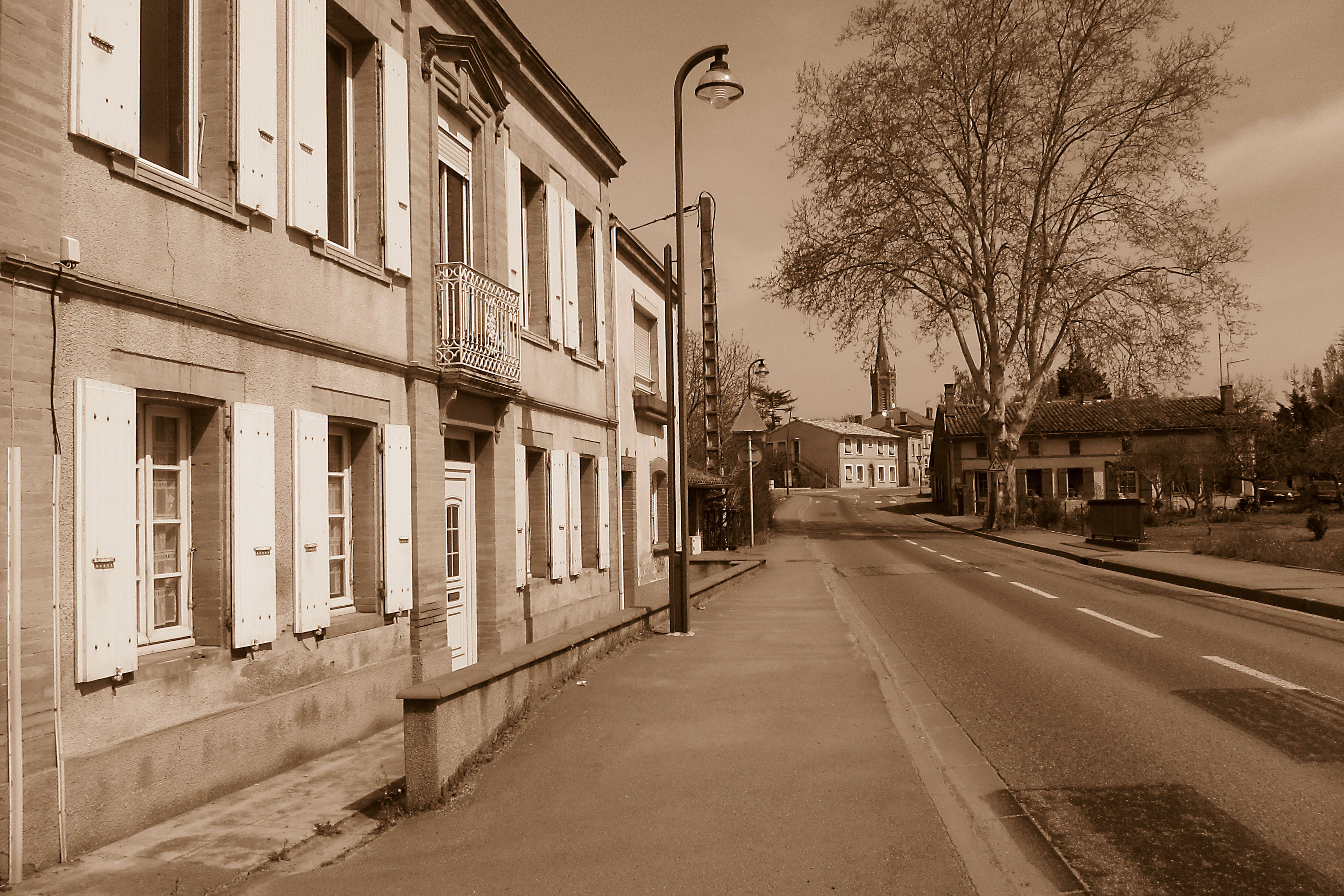
Авеню Сендри
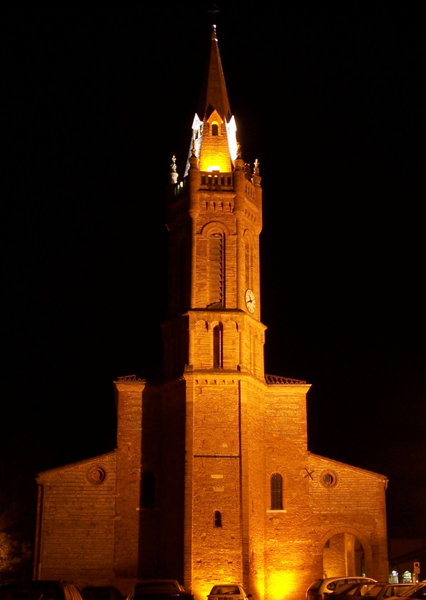
Церковь Св. Мартина
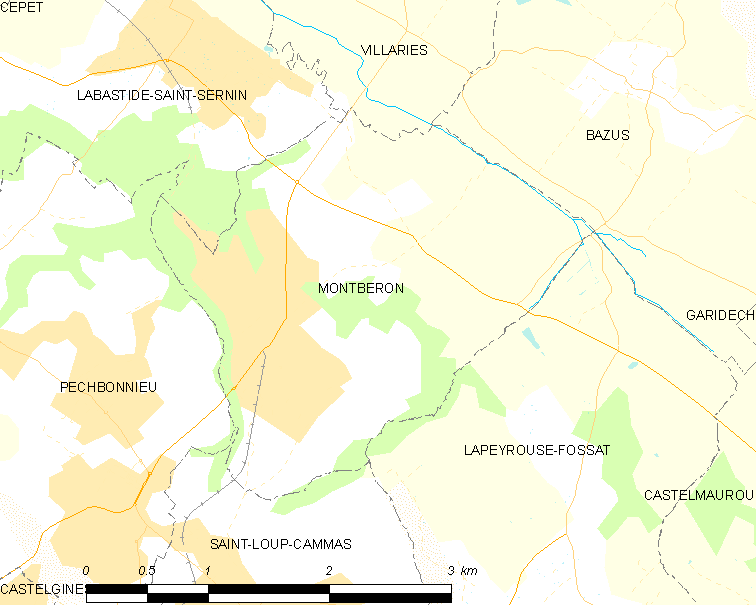
Карта коммуны